# Jáminton Campaz
Jáminton Leandro Campaz Campaz (Tumaco, Nariño, 24 de mayo de 2000) es un futbolista colombiano que juega como centrocampista o extremo en el Club Atlético Rosario Central de la Primera División de Fútbol Argentino.

## Trayectoria

### Deportes Tolima
Inició como futbolista en la cantera del Deportes Tolima, el 1 de abril del 2017 debutó como profesional marcando su primer gol y su equipo ganó 3-0. Desde sus inicios destacó como un jugador con gran capacidad para asociarse en equipo, una de sus mejores habilidades es el remate desde fuera del área. Fue figura en el Torneo Apertura 2021 en el que Deportes Tolima se coronó campeón, aunque no disputó la final porque fue convocado a la Selección Colombia.

### Grêmio
El 17 de agosto de 2021 fue confirmado como nuevo jugador del Grêmio Foot-Ball Porto Alegrense.

### Rosario Central
El 8 de febrero de 2023, firmó para Rosario Central. Durante la temporada tiene una gran actuación con 10 goles y 9 asistencias en 43 partidos. El 16 de diciembre de 2023 sale campeón de la Copa de la Liga Profesional 2023 con el club rosarino. Esta destacada actuación lleva al club argentino a hacer uso de la opción por su compra y a principios de 2024 firma contrato como jugador de la institución.

## Selección nacional

### Categoría inferiores

#### Participaciones en Sudamericanos
| Competición                            | Sede  | Resultado   | PJ | GA | Asis |
| -------------------------------------- | ----- | ----------- | -- | -- | ---- |
| Campeonato Sudamericano Sub-17 de 2017 | Chile | Clasificado | 9  | 3  | 0    |

#### Participaciones en Copas del Mundo Juveniles
| Mundial                     | Sede  | Resultado        | PJ | GA | Asis |
| --------------------------- | ----- | ---------------- | -- | -- | ---- |
| Copa Mundial Sub-17 de 2017 | India | Octavos de final | 4  | 0  | 0    |

#### Partidos con la selección sub-17
| \| PJ \| Fecha \| Ciudad \| Local \| Resultado \| Visitante \| Competición \| \| --- \| ---------- \| ----------- \| -------------- \| --------- \| --------- \| -------------------------------------- \| \| 1. \| 23-02-2017 \| Rancagua \| Ecuador \| (1:2) \| Colombia \| Campeonato Sudamericano Sub-17 de 2017 \| \| 2. \| 25-02-2017 \| Rancagua \| Chile \| (1:1) \| Colombia \| Campeonato Sudamericano Sub-17 de 2017 \| \| 3. \| 27-02-2017 \| Rancagua \| Uruguay \| (1:3) \| Colombia \| Campeonato Sudamericano Sub-17 de 2017 \| \| 4. \| 01-03-2017 \| Rancagua \| Colombia \| (2:3) \| Bolivia \| Campeonato Sudamericano Sub-17 de 2017 \| \| 5. \| 07-03-2017 \| Rancagua \| Colombia \| (2:1) \| Ecuador \| Campeonato Sudamericano Sub-17 de 2017 \| \| 6. \| 10-03-2017 \| Rancagua \| Chile \| (1:0) \| Colombia \| Campeonato Sudamericano Sub-17 de 2017 \| \| 7. \| 13-03-2017 \| Rancagua \| Colombia \| (0:0) \| Venezuela \| Campeonato Sudamericano Sub-17 de 2017 \| \| 8. \| 16-03-2017 \| Rancagua \| Brasil \| (3:0) \| Colombia \| Campeonato Sudamericano Sub-17 de 2017 \| \| 9. \| 19-03-2017 \| Rancagua \| Colombia \| (2:1) \| Paraguay \| Campeonato Sudamericano Sub-17 de 2017 \| \| 10. \| 06-10-2017 \| Nueva Delhi \| Colombia \| (0:1) \| Ghana \| Copa Mundial Sub-17 de 2017 \| \| 11. \| 09-10-2017 \| Nueva Delhi \| India \| (1:2) \| Colombia \| Copa Mundial Sub-17 de 2017 \| \| 12. \| 12-10-2017 \| Mumbai \| Estados Unidos \| (1:3) \| Colombia \| Copa Mundial Sub-17 de 2017 \| \| 13. \| 16-10-2017 \| Nueva Delhi \| Colombia \| (0:4) \| Alemania \| Copa Mundial Sub-17 de 2017 \| |            |             |                |           |           |                                        |
| PJ | Fecha      | Ciudad      | Local          | Resultado | Visitante | Competición                            |
| 1. | 23-02-2017 | Rancagua    | Ecuador        | (1:2)     | Colombia  | Campeonato Sudamericano Sub-17 de 2017 |
| 2. | 25-02-2017 | Rancagua    | Chile          | (1:1)     | Colombia  | Campeonato Sudamericano Sub-17 de 2017 |
| 3. | 27-02-2017 | Rancagua    | Uruguay        | (1:3)     | Colombia  | Campeonato Sudamericano Sub-17 de 2017 |
| 4. | 01-03-2017 | Rancagua    | Colombia       | (2:3)     | Bolivia   | Campeonato Sudamericano Sub-17 de 2017 |
| 5. | 07-03-2017 | Rancagua    | Colombia       | (2:1)     | Ecuador   | Campeonato Sudamericano Sub-17 de 2017 |
| 6. | 10-03-2017 | Rancagua    | Chile          | (1:0)     | Colombia  | Campeonato Sudamericano Sub-17 de 2017 |
| 7. | 13-03-2017 | Rancagua    | Colombia       | (0:0)     | Venezuela | Campeonato Sudamericano Sub-17 de 2017 |
| 8. | 16-03-2017 | Rancagua    | Brasil         | (3:0)     | Colombia  | Campeonato Sudamericano Sub-17 de 2017 |
| 9. | 19-03-2017 | Rancagua    | Colombia       | (2:1)     | Paraguay  | Campeonato Sudamericano Sub-17 de 2017 |
| 10. | 06-10-2017 | Nueva Delhi | Colombia       | (0:1)     | Ghana     | Copa Mundial Sub-17 de 2017            |
| 11. | 09-10-2017 | Nueva Delhi | India          | (1:2)     | Colombia  | Copa Mundial Sub-17 de 2017            |
| 12. | 12-10-2017 | Mumbai      | Estados Unidos | (1:3)     | Colombia  | Copa Mundial Sub-17 de 2017            |
| 13. | 16-10-2017 | Nueva Delhi | Colombia       | (0:4)     | Alemania  | Copa Mundial Sub-17 de 2017            |

#### Goles Internacionales
| # | Fecha                 | Lugar                         | Rival   | Gol   | Resultado | Competición                            |
| - | --------------------- | ----------------------------- | ------- | ----- | --------- | -------------------------------------- |
| 1 | 27 de febrero de 2017 | Estadio El Teniente, Rancagua | Uruguay | 1 - 3 | 1 - 3     | Campeonato Sudamericano Sub-17 de 2017 |
| 2 | 1 de marzo de 2017    | Estadio El Teniente, Rancagua | Bolivia | 2 - 3 | 2-3       | Campeonato Sudamericano Sub-17 de 2017 |
| 3 | 7 de marzo de 2017    | Estadio El Teniente, Rancagua | Ecuador | 1 - 1 | 2-1       | Campeonato Sudamericano Sub-17 de 2017 |

### Selección de mayores
El 5 de junio de 2021 se confirmaba como el último convocado de la Selección Colombia para la lista final de la Copa América 2021 siendo parte de la lista de 28 jugadores. El 17 de junio realizó su debut en el empate de Colombia 0-0 contra Venezuela en la fase de grupos ingresando en el minuto 61 por Luis Muriel.

#### Participaciones enCopas América
| Copa              | Sede   | Resultado    | PJ | GA | Asis |
| ----------------- | ------ | ------------ | -- | -- | ---- |
| Copa América 2021 | Brasil | Tercer lugar | 1  | 0  | 0    |

#### Participaciones enEliminatorias al Mundial
| Eliminatoria                               | Sede del Mundial                | Posición               | Resultado  | PJ | GA | Asis |
| ------------------------------------------ | ------------------------------- | ---------------------- | ---------- | -- | -- | ---- |
| Eliminatorias Mundial de Catar 2022        | Catar                           | 6°lugar 23pts          | Eliminado  | 0  | 0  | 0    |
| Eliminatorias Mundial de Norteamérica 2026 | Estados Unidos, México y Canadá | 6°lugar 22pts          | En disputa | 4  | 0  | 0    |
| Total en Eliminatorias                     | Total en Eliminatorias          | Total en Eliminatorias | 0/1        | 4  | 0  | 0    |

#### Partidos con la selección absoluta
| \| PJ \| Fecha \| Ciudad \| Local \| Resultado \| Visitante \| Competición \| \| -- \| ---------- \| ------------ \| --------- \| --------- \| --------- \| ------------------------------------------ \| \| 1. \| 17-06-2021 \| Goiânia \| Colombia \| (0:0) \| Venezuela \| Copa América 2021 \| \| 2. \| 22-11-2023 \| Asunción \| Paraguay \| (0:1) \| Colombia \| Eliminatorias Mundial de Norteamérica 2026 \| \| 3. \| 25-03-2025 \| Barranquilla \| Colombia \| (2:2) \| Paraguay \| Eliminatorias Mundial de Norteamérica 2026 \| \| 4. \| 06-06-2025 \| Barranquilla \| Colombia \| (0:0) \| Perú \| Eliminatorias Mundial de Norteamérica 2026 \| \| 5. \| 10-06-2025 \| Buenos Aires \| Argentina \| (1:1) \| Colombia \| Eliminatorias Mundial de Norteamérica 2026 \| |            |              |           |           |           |                                            |
| PJ | Fecha      | Ciudad       | Local     | Resultado | Visitante | Competición                                |
| 1. | 17-06-2021 | Goiânia      | Colombia  | (0:0)     | Venezuela | Copa América 2021                          |
| 2. | 22-11-2023 | Asunción     | Paraguay  | (0:1)     | Colombia  | Eliminatorias Mundial de Norteamérica 2026 |
| 3. | 25-03-2025 | Barranquilla | Colombia  | (2:2)     | Paraguay  | Eliminatorias Mundial de Norteamérica 2026 |
| 4. | 06-06-2025 | Barranquilla | Colombia  | (0:0)     | Perú      | Eliminatorias Mundial de Norteamérica 2026 |
| 5. | 10-06-2025 | Buenos Aires | Argentina | (1:1)     | Colombia  | Eliminatorias Mundial de Norteamérica 2026 |

## Estadísticas
Actualizado al 16 de agosto del 2025.
| Club | Div.          | Temporada     | Liga  | Liga  | Liga   | Estaduales (1) | Estaduales (1) | Estaduales (1) | Copas Nacionales (2) | Copas Nacionales (2) | Copas Nacionales (2) | Copas Internacionales (3) | Copas Internacionales (3) | Copas Internacionales (3) | Total | Total | Total  |
| Club | Div.          | Temporada     | Part. | Goles | Asist. | Part.          | Goles          | Asist.         | Part.                | Goles                | Asist.               | Part.                     | Goles                     | Asist.                    | Part. | Goles | Asist. |
| --- | ------------- | ------------- | ----- | ----- | ------ | -------------- | -------------- | -------------- | -------------------- | -------------------- | -------------------- | ------------------------- | ------------------------- | ------------------------- | ----- | ----- | ------ |
| Deportes Tolima · Colombia | 1.ª           | 2017          | 5     | 1     | 0      | —              | —              | —              | 1                    | 0                    | 0                    | —                         | —                         | —                         | 6     | 1     | 0      |
| Deportes Tolima · Colombia | 1.ª           | 2018          | 0     | 0     | 0      | —              | —              | —              | —                    | —                    | —                    | —                         | —                         | —                         | 0     | 0     | 0      |
| Deportes Tolima · Colombia | 1.ª           | 2019          | 30    | 5     | 5      | —              | —              | —              | 4                    | 0                    | 0                    | 2                         | 0                         | 0                         | 36    | 5     | 5      |
| Deportes Tolima · Colombia | 1.ª           | 2020          | 18    | 5     | 4      | —              | —              | —              | 3                    | 1                    | 0                    | 5                         | 3                         | 0                         | 26    | 9     | 4      |
| Deportes Tolima · Colombia | 1.ª           | 2021          | 17    | 4     | 2      | —              | —              | —              | —                    | —                    | —                    | 8                         | 2                         | 0                         | 25    | 6     | 2      |
| Deportes Tolima · Colombia | Total club    | Total club    | 70    | 15    | 11     | —              | —              | —              | 8                    | 1                    | 0                    | 15                        | 5                         | 0                         | 93    | 21    | 11     |
| Gremio · Brasil | 1.ª           | 2021          | 17    | 2     | 0      | —              | —              | —              | 1                    | 0                    | 0                    | —                         | —                         | —                         | 18    | 2     | 0      |
| Gremio · Brasil | 2.ª           | 2022          | 29    | 2     | 1      | 9              | 2              | 2              | 1                    | 0                    | 0                    | —                         | —                         | —                         | 39    | 4     | 3      |
| Gremio · Brasil | 1.ª           | 2023          | —     | —     | —      | 2              | 0              | 1              | —                    | —                    | —                    | —                         | —                         | —                         | 2     | 0     | 1      |
| Gremio · Brasil | Total club    | Total club    | 46    | 4     | 1      | 11             | 2              | 3              | 2                    | 0                    | 0                    | 0                         | 0                         | 0                         | 59    | 6     | 4      |
| Rosario Central Argentina | 1.ª           | 2023          | 23    | 3     | 5      | —              | —              | —              | 20                   | 7                    | 4                    | —                         | —                         | —                         | 43    | 10    | 9      |
| Rosario Central Argentina | 1.ª           | 2024          | 18    | 3     | 1      | —              | —              | —              | 15                   | 1                    | 1                    | 9                         | 1                         | 1                         | 42    | 5     | 3      |
| Rosario Central Argentina | 1.ª           | 2025          | 17    | 5     | 0      | —              | —              | —              | 2                    | 0                    | 0                    | —                         | —                         | —                         | 19    | 5     | 0      |
| Rosario Central Argentina | Total club    | Total club    | 58    | 11    | 6      | —              | —              | —              | 37                   | 8                    | 5                    | 9                         | 1                         | 1                         | 104   | 20    | 12     |
| Total Carrera | Total Carrera | Total Carrera | 174   | 30    | 18     | 11             | 2              | 3              | 47                   | 9                    | 5                    | 24                        | 6                         | 1                         | 256   | 47    | 27     |
| (1) Incluye Campeonato Gaucho y Recopa Gaucha. (2) Incluye Copa Colombia, Superliga de Colombia, Copa de Brasil, Copa Argentina, Copa de la Liga Profesional y Trofeo de Campeones. (3) Incluye Copa Libertadores y Copa Sudamericana. |               |               |       |       |        |                |                |                |                      |                      |                      |                           |                           |                           |       |       |        |

### Selección nacional
Actualizado al 10 de junio del 2025.
| Selección          | Año             | Amistosos | Amistosos | Amistosos | Eliminatorias | Eliminatorias | Eliminatorias | Mundial /JJ. OO. | Mundial /JJ. OO. | Mundial /JJ. OO. | Copa América / Sudamericano | Copa América / Sudamericano | Copa América / Sudamericano | Total | Total | Total  |
| Selección          | Año             | Part.     | Goles     | Asist.    | Part.         | Goles         | Asist.        | Part.            | Goles            | Asist.           | Part.                       | Goles                       | Asist.                      | Part. | Goles | Asist. |
| ------------------ | --------------- | --------- | --------- | --------- | ------------- | ------------- | ------------- | ---------------- | ---------------- | ---------------- | --------------------------- | --------------------------- | --------------------------- | ----- | ----- | ------ |
| Sub-17 · Colombia  | 2017            | —         | —         | —         | —             | —             | —             | 4                | 0                | 0                | 9                           | 3                           | 0                           | 13    | 3     | 0      |
| Sub-17 · Colombia  | Total           | 0         | 0         | 0         | 0             | 0             | 0             | 4                | 0                | 0                | 9                           | 3                           | 0                           | 13    | 3     | 0      |
| Mayores · Colombia | 2021            | —         | —         | —         | —             | —             | —             | —                | —                | —                | 1                           | 0                           | 0                           | 1     | 0     | 0      |
| Mayores · Colombia | 2023            | —         | —         | —         | 1             | 0             | 0             | —                | —                | —                | —                           | —                           | —                           | 1     | 0     | 0      |
| Mayores · Colombia | 2025            | —         | —         | —         | 3             | 0             | 0             | —                | —                | —                | —                           | —                           | —                           | 3     | 0     | 0      |
| Mayores · Colombia | Total           | 0         | 0         | 0         | 4             | 0             | 0             | 0                | 0                | 0                | 1                           | 0                           | 0                           | 5     | 0     | 0      |
| Total Selección    | Total Selección | 0         | 0         | 0         | 4             | 0             | 0             | 4                | 0                | 0                | 10                          | 3                           | 0                           | 18    | 3     | 0      |

## Palmarés

### Campeonatos regionales
| Título            | Club   | Estado             | Año  |
| ----------------- | ------ | ------------------ | ---- |
| Campeonato Gaúcho | Grêmio | Río Grande del Sur | 2022 |
| Recopa Gaúcha     | Grêmio | Río Grande del Sur | 2022 |

### Campeonatos nacionales
| Título              | Club            | País      | Año    |
| ------------------- | --------------- | --------- | ------ |
| Categoría Primera A | Deportes Tolima | Colombia  | 2021-I |
| Copa de la Liga     | Rosario Central | Argentina | 2023   |

### Campeonatos internacionales
| Título              | Equipo          | País     | Año  |
| ------------------- | --------------- | -------- | ---- |
| Juegos Bolivarianos | Colombia Sub-17 | Colombia | 2017 |

### Distinciones individuales
| Distinción                                                  | Temporada |
| ----------------------------------------------------------- | --------- |
| Incluido en las 60 promesas mundiales (Diario The Guardian) | 2017      |

## Vida privada
Viene de una familia la cual ha formado a varios futbolistas, tendiendo como hermano a Mike Campaz; y de la misma manera a Darwin Quintero y Yúber Quiñones como primos.